# William Blades

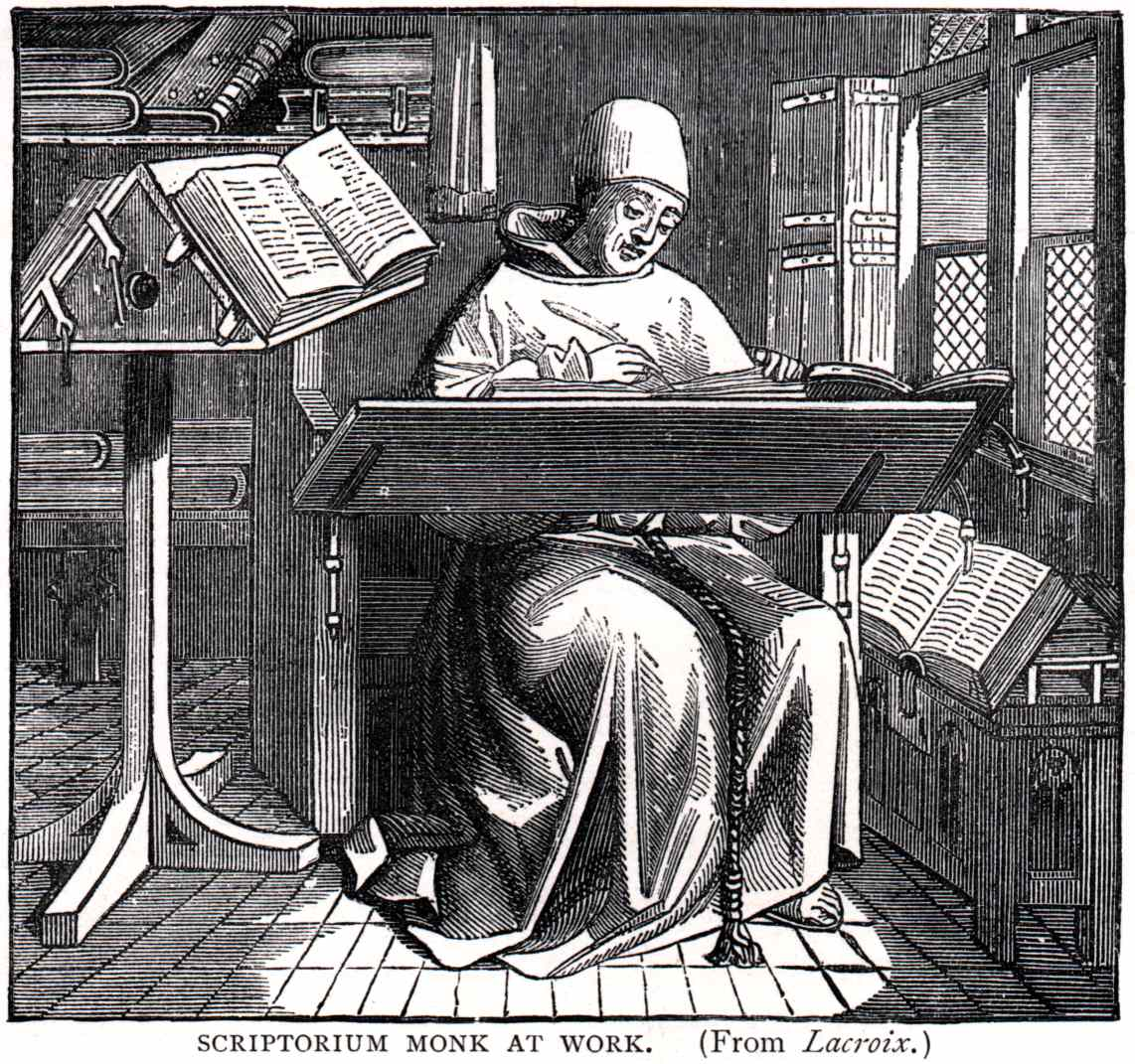
Gravura de William Blades

William Blades (5 de dezembro, 1824 - 27 de abril, 1890) foi um importante gravador, impressor e biógrafo inglês, nascido em 5 de dezembro de 1824 em Clapham, Londres e morreu em 1890.